# Berezovca, Ocnița
Berezovca este un sat din cadrul comunei Calarașovca din raionul Ocnița, Republica Moldova.

## Demografie

### Structura etnică
Structura etnică a satului conform recensământului populației din 2004:
| Grup etnic         | Populație | % Procentaj |
| ------------------ | --------- | ----------- |
| Ucraineni          | 481       | 84,83%      |
| Moldoveni / Români | 54        | 9,52%       |
| Ruși               | 21        | 3,7%        |
| Bulgari            | 1         | 0,18%       |
| Alții              | 10        | 1,76%       |
| Total              | 567       | 100%        |